# Bahnstrecke Gelsenkirchen-Buer Nord–Marl Lippe
| 422 056 auf der S9 nach Haltern am See in Marl Mitte, 2014 |                      |                                          |                                          |
| |                      |                                          |                                          |
| Streckennummer (DB): | 2252                 |                                          |                                          |
| Kursbuchstrecke (DB): | 450.9                |                                          |                                          |
| Streckenlänge: | 16,9 km              |                                          |                                          |
| Spurweite: | 1435 mm (Normalspur) |                                          |                                          |
| Streckenklasse: | D4                   |                                          |                                          |
| Stromsystem: | 15 kV 16,7 Hz ~      |                                          |                                          |
| Streckengeschwindigkeit: | 120 km/h             |                                          |                                          |
| Zweigleisigkeit: | Abzw Marl Lippe      |                                          |                                          |
| |                      |                                          |                                          |
| \| \| \| Strecke von Haltern am See \| \| \| \| 16,9 \| Marl Lippe (Abzw) \| Marl Lippe (Abzw) \| \| \| \| Strecke nach Recklinghausen (niveaufrei) \| \| \| \| \| A 43 \| \| \| \| 14,9 \| Marl Lippe (Abzw, bis hier zweigleisig) \| Marl Lippe (Abzw, bis hier zweigleisig) \| \| \| 13,2 \| Marl-Hamm \| Marl-Hamm \| \| \| \| Strecke der RBH Logistics \| \| \| \| 11,4 \| Marl CWH (Awanst) \| Marl CWH (Awanst) \| \| \| 10,4 \| Marl-Drewer (bis 1998) \| Marl-Drewer (bis 1998) \| \| \| 9,3 \| Marl Mitte (seit 1974) \| Marl Mitte (seit 1974) \| \| \| 3,9 \| Gelsenkirchen-Hassel \| Gelsenkirchen-Hassel \| \| \| \| ehem. Zechenbahn \| \| \| \| \| von Hamm \| \| \| \| 0,6 \| Gelsenkirchen-Buer Nord Hp \| Gelsenkirchen-Buer Nord Hp \| \| \| \| (niveaugleiche Einmündung) \| \| \| \| 0,0 \| Gelsenkirchen-Buer Nord (bis 1998 PV) \| Gelsenkirchen-Buer Nord (bis 1998 PV) \| \| \| \| nach Oberhausen-Osterfeld \| \| \| \| \| \| \| \| Quellen: [1][2] \| \| \| \| |                      |                                          |                                          |
| Strecke |                      | Strecke von Haltern am See               | Strecke von Haltern am See               |
| Blockstelle | 16,9                 | Marl Lippe (Abzw)                        | Marl Lippe (Abzw)                        |
| Abzweig geradeaus und nach links |                      | Strecke nach Recklinghausen (niveaufrei) | Strecke nach Recklinghausen (niveaufrei) |
| Strecke mit Straßenbrücke |                      | A 43                                     | A 43                                     |
| Blockstelle | 14,9                 | Marl Lippe (Abzw, bis hier zweigleisig)  | Marl Lippe (Abzw, bis hier zweigleisig)  |
| S-Bahn-Halt | 13,2                 | Marl-Hamm                                | Marl-Hamm                                |
| Kreuzung geradeaus oben |                      | Strecke der RBH Logistics                | Strecke der RBH Logistics                |
| Abzweig geradeaus und von rechts | 11,4                 | Marl CWH (Awanst)                        | Marl CWH (Awanst)                        |
| ehemaliger Haltepunkt / Haltestelle | 10,4                 | Marl-Drewer (bis 1998)                   | Marl-Drewer (bis 1998)                   |
| S-Bahn-Halt | 9,3                  | Marl Mitte (seit 1974)                   | Marl Mitte (seit 1974)                   |
| S-Bahn-Halt | 3,9                  | Gelsenkirchen-Hassel                     | Gelsenkirchen-Hassel                     |
| Kreuzung geradeaus unten (Querstrecke außer Betrieb) |                      | ehem. Zechenbahn                         | ehem. Zechenbahn                         |
| Verschwenkung nach rechts · Strecke nach halbrechts und von links |                      | von Hamm                                 | von Hamm                                 |
| S-Bahn-Halt · Strecke | 0,6                  | Gelsenkirchen-Buer Nord Hp               | Gelsenkirchen-Buer Nord Hp               |
| Verschwenkung nach links · Verschwenkung nach rechts |                      | (niveaugleiche Einmündung)               | (niveaugleiche Einmündung)               |
| Dienststation / Betriebs- oder Güterbahnhof | 0,0                  | Gelsenkirchen-Buer Nord (bis 1998 PV)    | Gelsenkirchen-Buer Nord (bis 1998 PV)    |
| Strecke |                      | nach Oberhausen-Osterfeld                | nach Oberhausen-Osterfeld                |
| |                      |                                          |                                          |
| Quellen: |                      |                                          |                                          |

Die Bahnstrecke Gelsenkirchen-Buer Nord – Marl Lippe ist eine rund 17 Kilometer lange, elektrifizierte und vorwiegend eingleisige Hauptbahn im Norden des Ruhrgebiets. Sie verbindet den Bahnhof Gelsenkirchen-Buer Nord an der Strecke 2250 Oberhausen-Osterfeld – Hamm (Westf) Rbf mit der Abzweigstelle Marl Lippe an der Strecke 2200 Wanne-Eickel Hbf – Hamburg Hbf. Die Strecke wird im Verzeichnis der örtlich zulässigen Geschwindigkeiten unter der Streckennummer 2252 geführt. Da die Bahn vom Siedlungsverband Ruhrkohlenbezirk als Verkehrsband Nr. 9 geplant wurde, wird sie auch umgangssprachlich als „V9“ bezeichnet.

## Geschichte
Die Essener Volkszeitung veröffentlichte am 14. April 1903 einen Artikel, in dem die Notwendigkeit einer von Essen ausgehenden Bahnstrecke angesprochen wurde, um die nördlich der Stadt gelegenen Kohlefelder zu erschließen. Der Artikel stieß sowohl bei der Stadt Essen als auch bei der KED Essen auf positive Resonanz. Nach den ersten Plänen sollte die neue Verbindung vom Essener Hauptbahnhof aus über Stoppenberg und Altenessen zur Zechenbahn der Zeche Nordstern und von dort aus weiter über Horst, Buer und Marl nach Haltern führen. Zur Debatte standen im Mittelabschnitt drei verschiedene Trassierungsentwürfe. Die westliche Variante führte über Gladbeck, die mittlere über Buer und die östliche über Erle und Middelich. Letztere Variante war von der Stadt Buer gefordert, aber von der Stadt Gladbeck von vornherein abgelehnt worden. Das Planungskomitee legte sich bis Mai 1904 letztlich auf die mittlere Variante fest und reichte den Vorschlag beim preußischen Ministerium für öffentliche Arbeiten ein.
Das Ministerium lehnte den Vorschlag mit Schreiben vom 2. Januar 1905 ab und verwies auf die im Bau befindliche Hamm-Osterfelder Bahn, deren verkehrliche Auswirkungen erst abgewartet werden müssen. Für den Südabschnitt schlug das Ministerium zudem den Bau von Verbindungskurven von der Bahnstrecke Winterswijk – Gelsenkirchen-Bismarck zum Bahnhof Schalke Nord beziehungsweise von Bottrop zur Bahnstrecke Mülheim-Heißen/Essen West – Oberhausen-Osterfeld Nord vor. Somit hätten bereits bestehende Nord-Süd-Strecken verwendet werden können. Ein von der Stadt Gelsenkirchen Ende 1903 eingereichter Vorschlag mit Streckenführung von Gelsenkirchen Hauptbahnhof über Schalke Süd, Schalke Nord und östlich von Buer lehnte das Ministerium Mitte 1905 unter Verweis auf die Hamm-Osterfelder Bahn ebenfalls ab.
Unter Führung des Buerer Bürgermeisters August de la Chevallerie schlossen sich daraufhin die Städte Buer, Essen und Gelsenkirchen zusammen, um einen gemeinsamen Vorschlag zu erarbeiten. Nachdem eine erste Vorlage 1908 erneut auf Ablehnung stieß, erarbeitete die Städtekommission eine Paketlösung mit drei Strecken. Neben dem unumstrittenen Nordabschnitt Buer – Marl – Haltern sah das Projekt eine Strecke vom Gelsenkirchener Hauptbahnhof über die Bahnhöfe Gelsenkirchen-Bismarck und Westerholt nach Marl sowie eine elektrische Schnellbahn auf direktem Wege von Gelsenkirchen über Schalke nach Buer vor. Da auch dieser Vorschlag nicht weiterverfolgt wurde, stieg die Stadt Gelsenkirchen 1911 aus der Kommission aus. Die KED Essen nutzte die Gelegenheit für Vorarbeiten im Bereich der vom Ministerium vorgeschlagenen Verbindungskurve in Schalke. Kurze Zeit darauf wies das Ministerium die KED an, auch die Vorarbeiten für den Abschnitt von Buer Süd nach Haltern aufzunehmen.
Das 1914 verabschiedete Eisenbahnanleihegesetz schaffte dann erste Tatsachen und entsprach in seinem Verlauf weitgehend dem von der Stadt Essen 1903 verfolgten Plan. Abweichend hierzu war die vorgesehene Verbindungskurve zwischen den Bahnhöfen Buer Süd und Buer Nord, die weit nach Westen ausholte und kurz vor dem Bahnhof Gladbeck Ost von der Strecke Winterswijk – Gelsenkirchen-Bismarck abzweigte. Die Stadt Gladbeck forderte daher eine Verlegung der Trasse bis an den Bahnhof Gladbeck Ost unter Verweis auf dessen Bedeutung – Gladbeck Ost war zu dieser Zeit der nach Fahrgastzahlen zweitgrößte Personenbahnhof im Regierungsbezirk Münster. Die KED verlegte die Kurve daraufhin ein Stück nach Westen, allerdings weiterhin vor den Bahnhof Gladbeck Ost. Da die Stadt auch mit diesem Vorschlag nicht zufrieden schien, folgte nach Ende des Ersten Weltkrieges eine Verlegung der Trasse nach Osten bis außerhalb des Gemeindegebiets, so dass die Stadt vom Genehmigungsverfahren nicht mehr betroffen war. Es kam zu weiteren Trassierungsvorschlägen seitens der Stadt Gladbeck, unter anderem bemühte die Stadtverwaltung ein Gutachten des Verkehrswissenschaftlers Erich Giese, der ohne Erfolg einen gänzlichen Umbau der Gladbecker Bahnanlagen vorsah.
Die Deutsche Reichsbahn griff das Projekt 1927 im Rahmen des Ausbauprogramms Ruhrgebiet des Siedlungsverbands Ruhrkohlenbezirk (SVR) erneut auf und legte sich auf die im Eisenbahnanleihegesetz von 1914 festgelegte Linienführung fest. Zusätzlich sah die Reichsbahn Verbindungskurven von Horst zum Gelsenkirchener Hauptbahnhof sowie weiter zum Bahnhof Bochum Präsident vor. Innerhalb des Ausbauprogramms erhielt die Strecke die Bezeichnung „Verkehrsband Nr. 9“; die Kurzbezeichnung „V9“ wurde alsbald als Alternativname für die Strecke bekannt. Es folgten erste Vorarbeiten im Bereich von Gelsenkirchen Hbf und ab 1937 die ersten Umbaumaßnahmen im Essener Stadtgebiet. Der Zweite Weltkrieg verhinderte letztlich die Umsetzung des Vorhabens.
Die Deutsche Bundesbahn nahm 1957 die Vorarbeiten am Verkehrsband 9 wieder auf. Die Arbeiten beschränkten sich nunmehr auf den Nordabschnitt von Gelsenkirchen-Buer Nord über Marl nach Haltern, eine Weiterführung nach Süden war nun nicht mehr vorgesehen und sollte über die bestehenden Strecken via Bottrop Hbf erfolgen. Für den Bau waren umfangreiche Erdarbeiten erforderlich, da die Strecke bis zur Abzweigstelle Lippe niveaufrei andere Verkehrswege kreuzt. Nach einer elfjährigen Bauzeit konnte die Verbindung am 27. September 1968 eröffnet werden. Die Haltepunkte Gelsenkirchen-Hassel, Marl-Drewer und Marl-Hamm gingen an diesem Tag ebenfalls in Betrieb. Für die nördlich von Marl-Drewer gelegenen Chemischen Werke Hüls (heute: Chemiepark Marl) entstand die Abzweigstelle CWH als Gleisanschluss.
Am 24. Oktober 1974 ging der Haltepunkt Marl Mitte in Betrieb. Er bildet zusammen mit dem zeitgleich eröffneten Einkaufszentrum Marler Stern den Mittelpunkt von Marl. Entsprechend den Großstadtambitionen der Stadt erhielt der Haltepunkt einen vergleichsweise umfangreichen Ausbau und mehrere Bauvorleistungen für das später vorgesehene zweite Streckengleis.
Am 24. Mai 1998 wurde die Strecke in das Netz der S-Bahn Rhein-Ruhr einbezogen. Im Vorfeld erfolgten die notwendigen Anpassungen an die Bahnanlagen. Der Bahnhof Gelsenkirchen-Buer Nord wurde als Personenzugangsstelle aufgelassen und ein neuer Haltepunkt (Gelsenkirchen-Buer Nord Hp) an der Straße Königswiese errichtet. Dieser bietet eine bessere Umsteigemöglichkeit zu den örtlichen Omnibuslinien. Der Bahnhof selbst besteht weiter als Betriebsbahnhof. Die Stationen in Gelsenkirchen-Hassel und Marl-Hamm erhielten ebenfalls neue Bahnsteige mit einer Höhe von 96 Zentimetern. Marl Mitte blieb von den Arbeiten unberührt; der Haltepunkt Marl-Drewer wurde wegen der geringen Entfernung zu Marl Mitte bei Aufnahme des S-Bahn-Betriebes geschlossen.
Der Haltepunkt Marl Mitte wurde 2019 modernisiert, was den Einbau von Blindenleitstreifen und den Bau eines Aufzugs zur Fußgängerbrücke beinhaltete. Die Bahnsteighöhe beträgt dort weiterhin 76 Zentimeter.

## Streckenbeschreibung

### Verlauf und Betriebsstellen
Die Strecke beginnt im Bahnhof Gelsenkirchen-Buer Nord an der Hamm-Osterfelder Bahn. Der 1905 eröffnete Bahnhof war bis 1992 Güter- und diente bis 1998 als Personenbahnhof. Unmittelbar hinter dem Empfangsgebäude fädelt sie aus der VzG-Strecke 2250 aus. In Höhe der Überführung über die Königswiese befindet sich die Betriebsstelle Gelsenkirchen-Buer Nord Hp. Der Haltepunkt liegt hinter dem Einfahrsignal des Bahnhofs auf der freien Strecke. Er bietet eine günstigere Umsteigebeziehung zu den hier verkehrenden Bussen und wurde 1998 anlässlich der Aufnahme des S-Bahn-Verkehres als Ersatz für den Bahnhof errichtet.
Die Strecke verläuft zunächst parallel zur Hamm-Osterfelder Bahn und schwenkt nach rund zwei Kilometern Richtung Norden. In Kilometer 3,9 erreicht sie den Haltepunkt Gelsenkirchen-Hassel, welcher über einen Seitenbahnsteig auf der Westseite der Strecke verfügt. Er ist mit Treppen und über eine Rampe zu erreichen.

Betriebsstellen in Gelsenkirchen
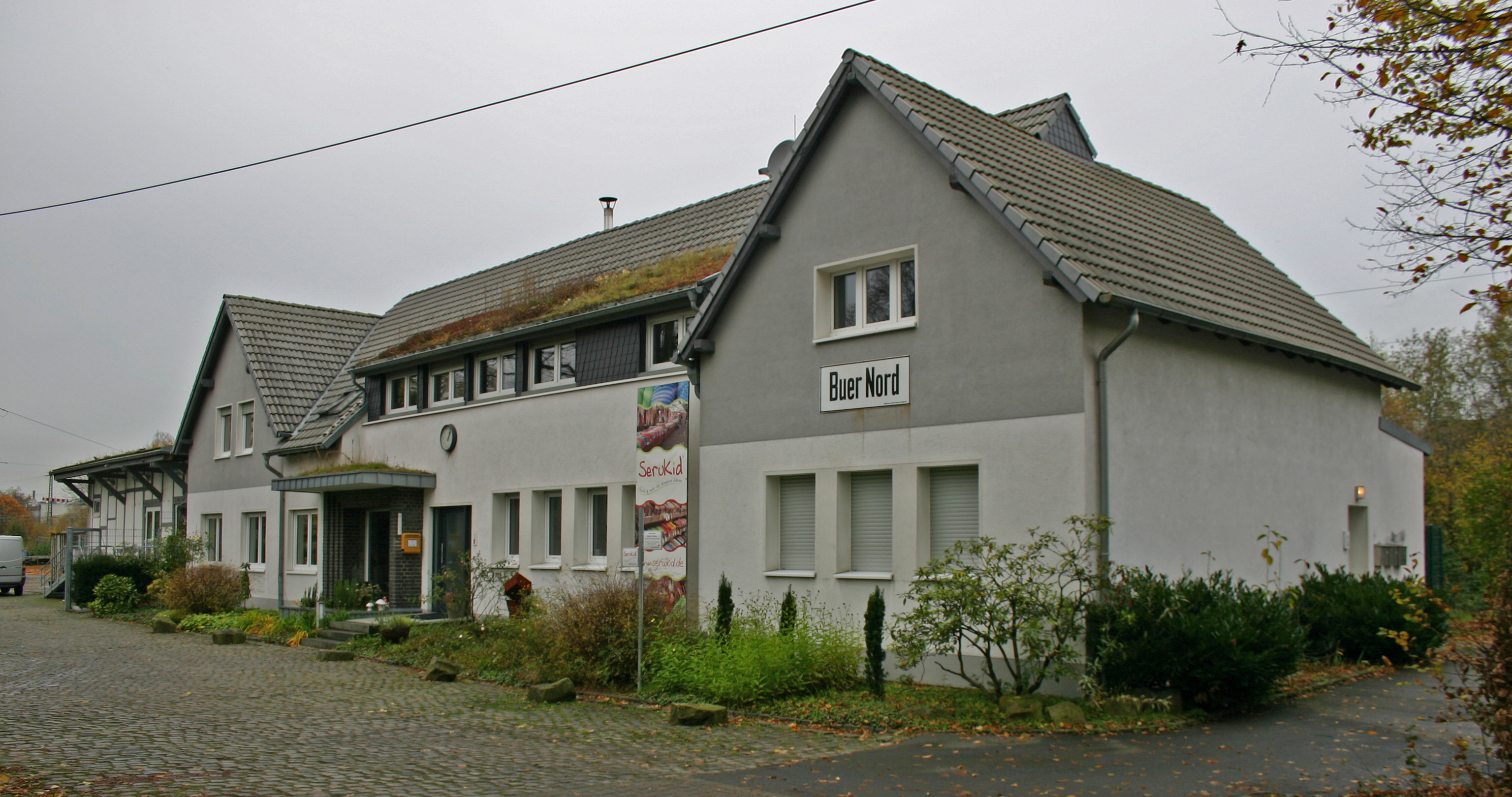
Gelsenkirchen-Buer Nord, 2014
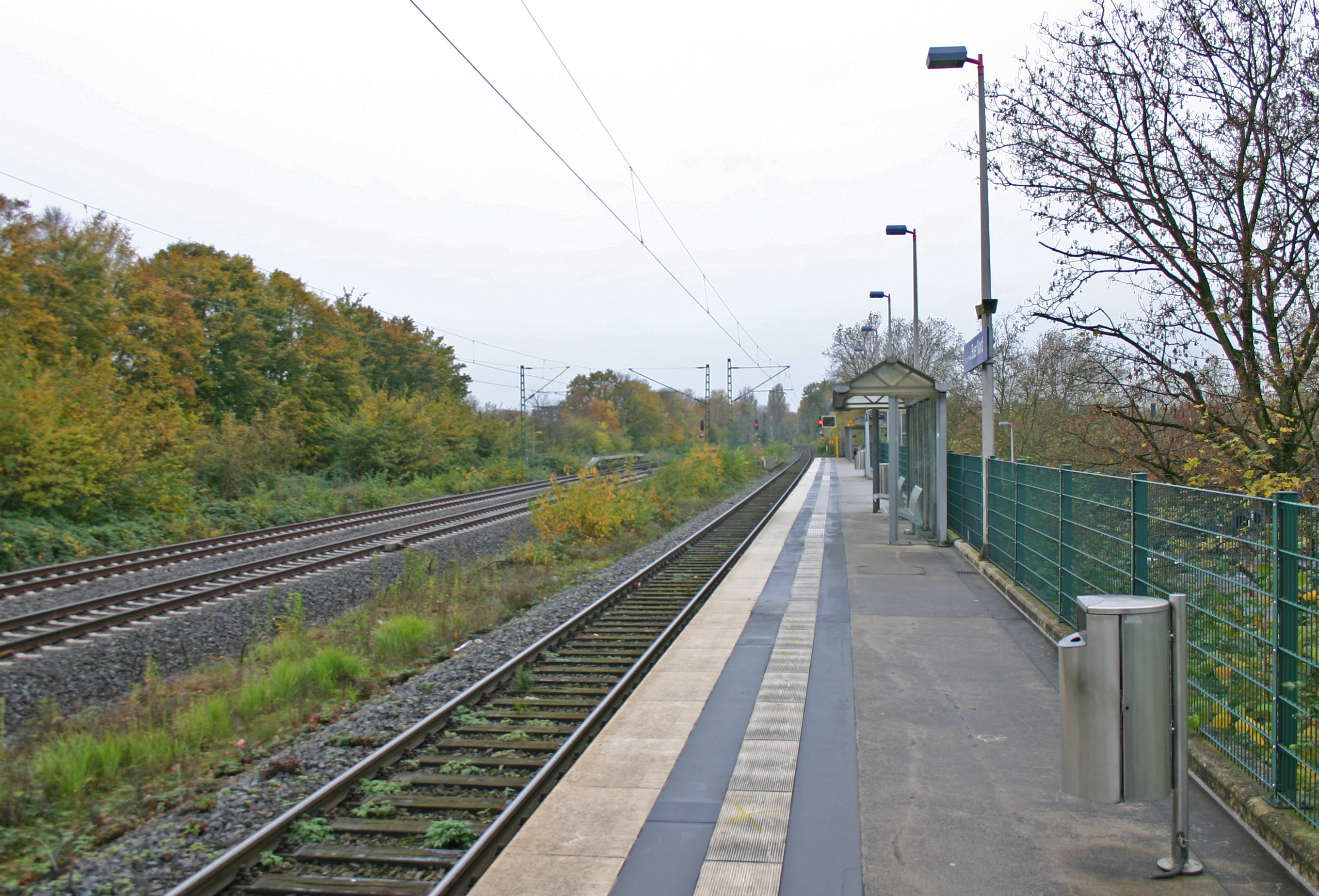
Gelsenkirchen-Buer Nord Hp, 2014
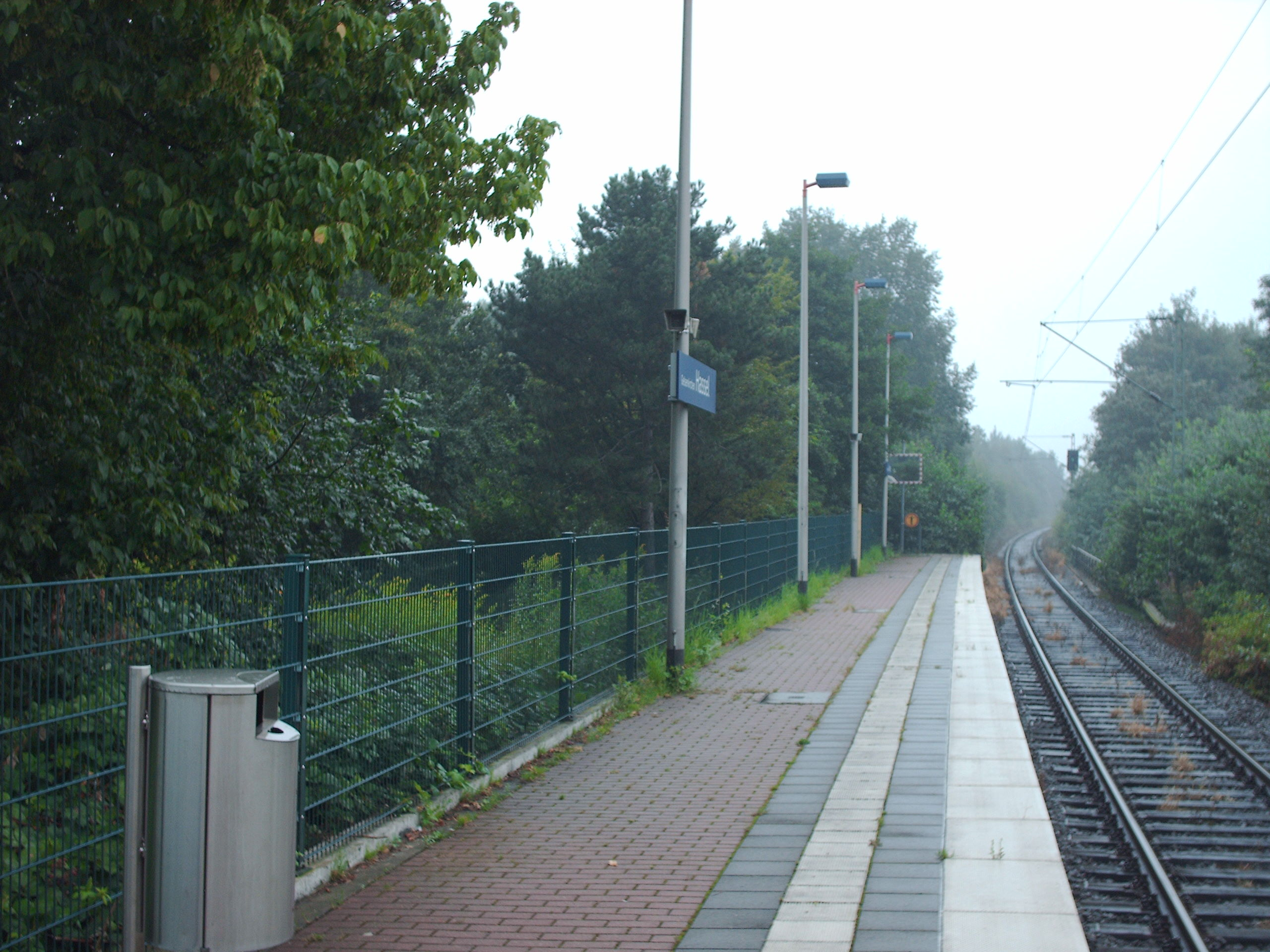
Gelsenkirchen-Hassel, 2007

Mit Erreichen des Marler Stadtgebiets verläuft die Strecke in einem Einschnitt. Dieser bildet gleichzeitig die Grenze mehrerer Marler Stadtteile. Der Haltepunkt Marl Mitte befindet sich bei Kilometer 9,3. Der nahe Busbahnhof Marl Mitte (S) ist einer der zentralen Umsteigepunkte im Netz der Vestischen Straßenbahnen, in unmittelbarer Nähe zum Haltepunkt befindet sich zudem das Einkaufszentrum Marler Stern. Der Zugang erfolgt über eine Fußgängerbrücke mit Aufzuganlage zum Marler Stern sowie über einen höhengleiche Wegeverbindung in Richtung Osten.
Einen Kilometer hinter Marl Mitte lag der Haltepunkt Marl-Drewer. Die Betriebsstelle wurde auf Grund der kurzen Entfernung zur vorgenannten Station bei der Umstellung auf S-Bahn-Betrieb aufgelassen. Der Haltepunkt umfasste einen Seitenbahnsteig auf der Ostseite.
Hinter Marl-Drewer steigt die Strecke relativ zum Gelände an. In Kilometer 11,3 befindet sich die Ausweichanschlussstelle Marl CWH. Bis 2003 war die Betriebsstelle als Abzweigstelle klassifiziert. An die Awanst schließt eine Werkbahn der RBH Logistics zum Chemiepark Marl (ehem. Chemische Werke Hüls, kurz CWH) an. Die Übergabe zum Chemiepark erfolgt alternativ vom Bahnhof Marl-Sinsen an der VzG-Strecke 2200. Dieses Übergabegleis wird unmittelbar hinter der Awanst Marl CWH höhenfrei gekreuzt.
Der Haltepunkt Marl-Hamm liegt im Norden der Stadt in Dammlage. Parallel zur Strecke verläuft in diesem Abschnitt die Bundesautobahn 52. Er verfügt über einen Seitenbahnsteig und ist über Treppen und Aufzüge zu erreichen.
Die Abzweigstelle Marl Lippe beginnt ab Kilometer 14,7. Die Strecke teilt sich hinter dem Blocksignal 91 911 in zwei Gleise auf. Das Regelgleis unterführt die VzG-Strecke 2200, so dass eine niveaufreie Einbindung in diese möglich ist. Hinter der Einfädelung, aber noch innerhalb der Abzweigstelle gelegen, überquert die Strecke den Bahnübergang Marler Straße. In unmittelbarer Nähe zur Abzweigstelle befindet sich das Autobahnkreuz Marl-Nord (A 43/A 52/L 612). Die A 43 und die L 612 überführen im Bereich der Abzw Marl Lippe die Streckengleise.

Betriebsstellen in Marl
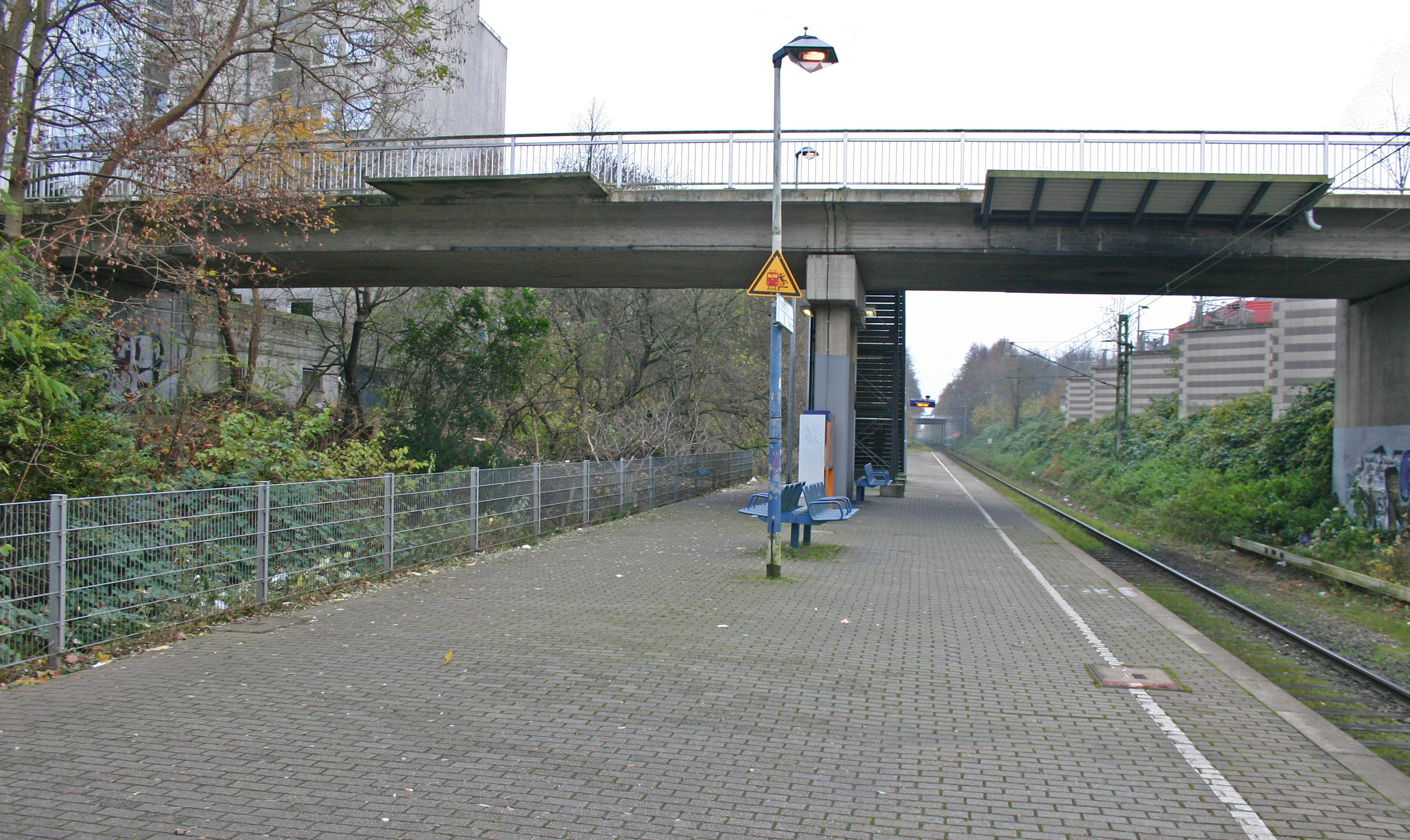
Marl Mitte, 2014
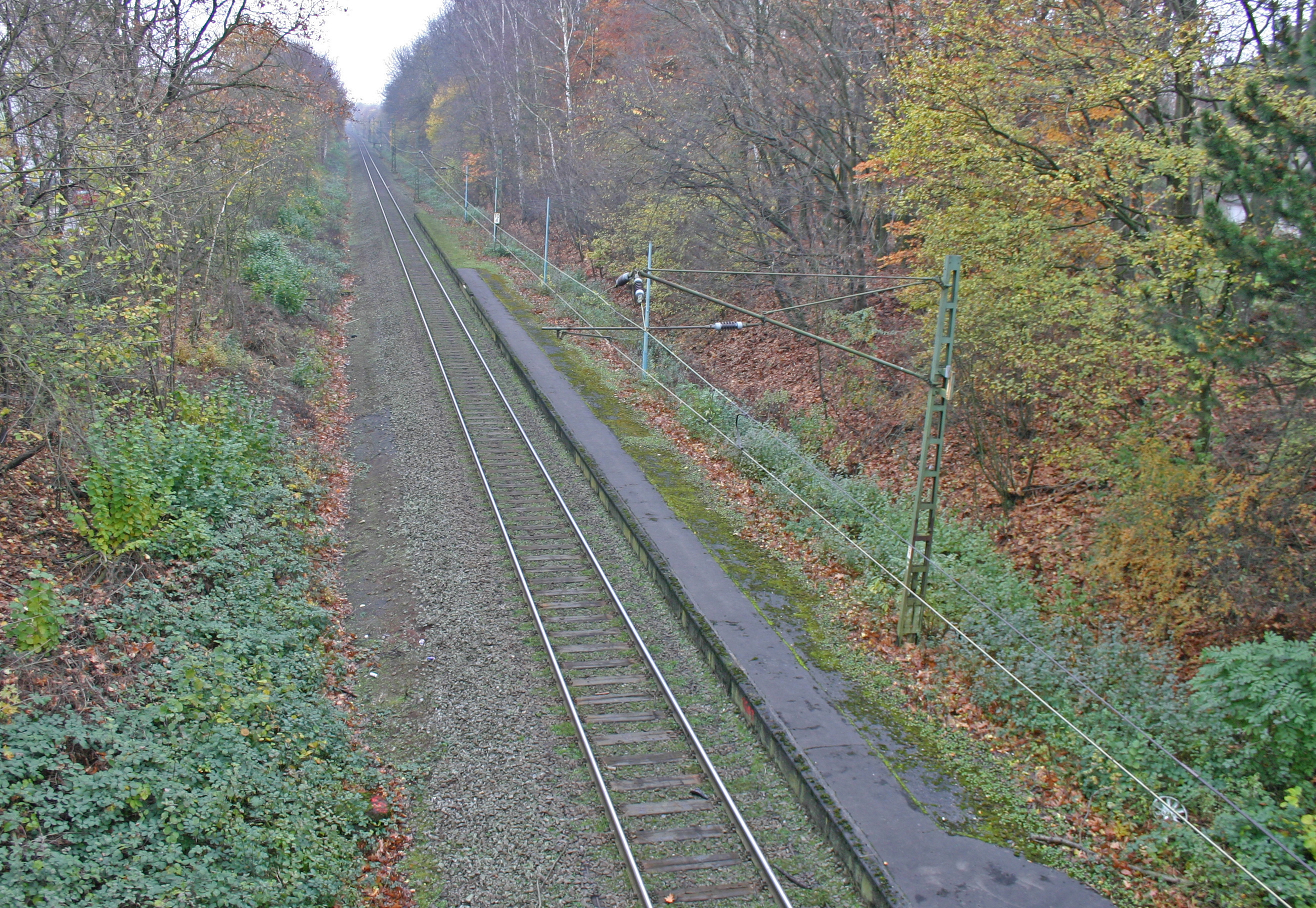
Marl-Drewer, 2014
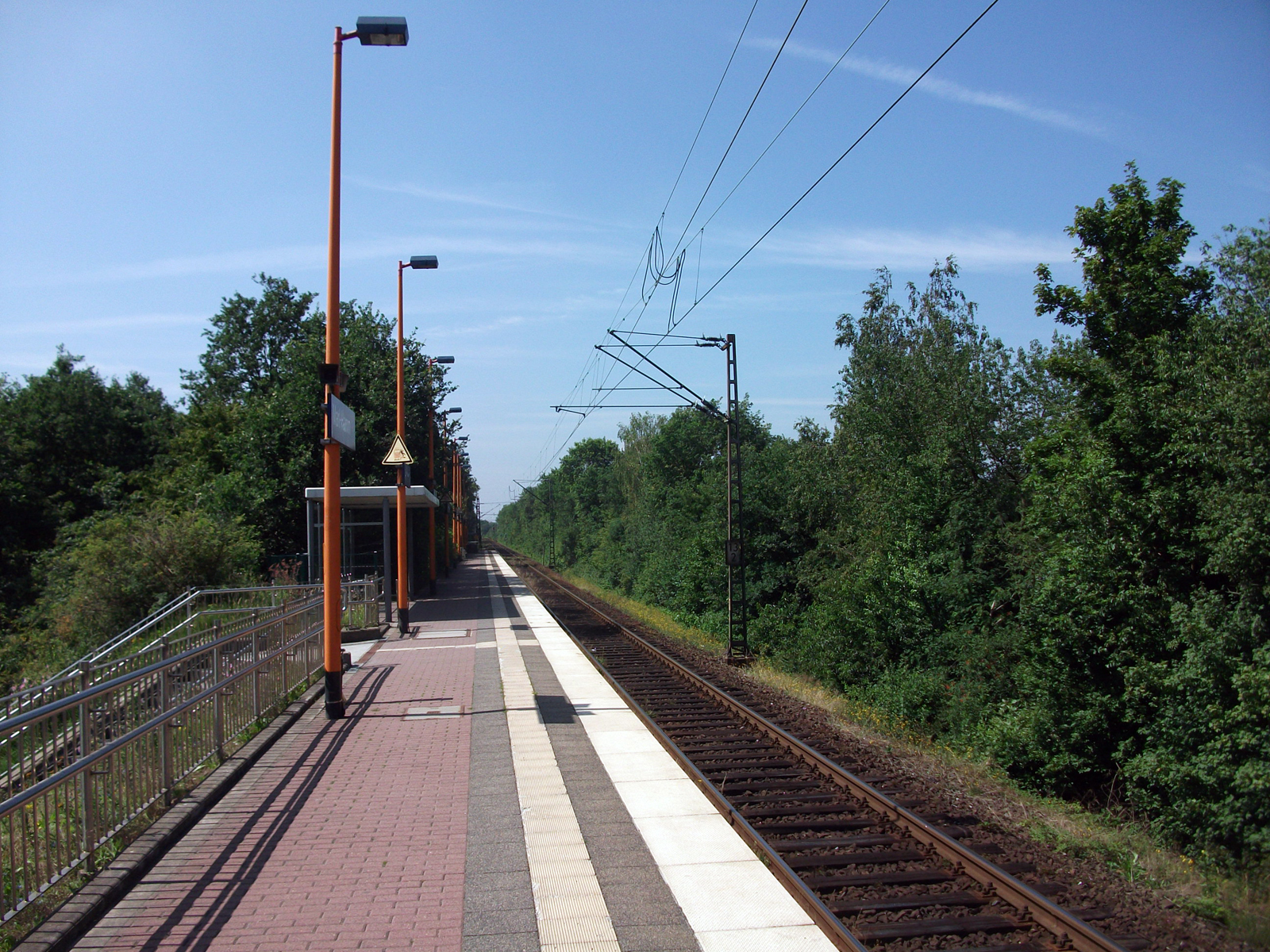
Marl-Hamm, 2011
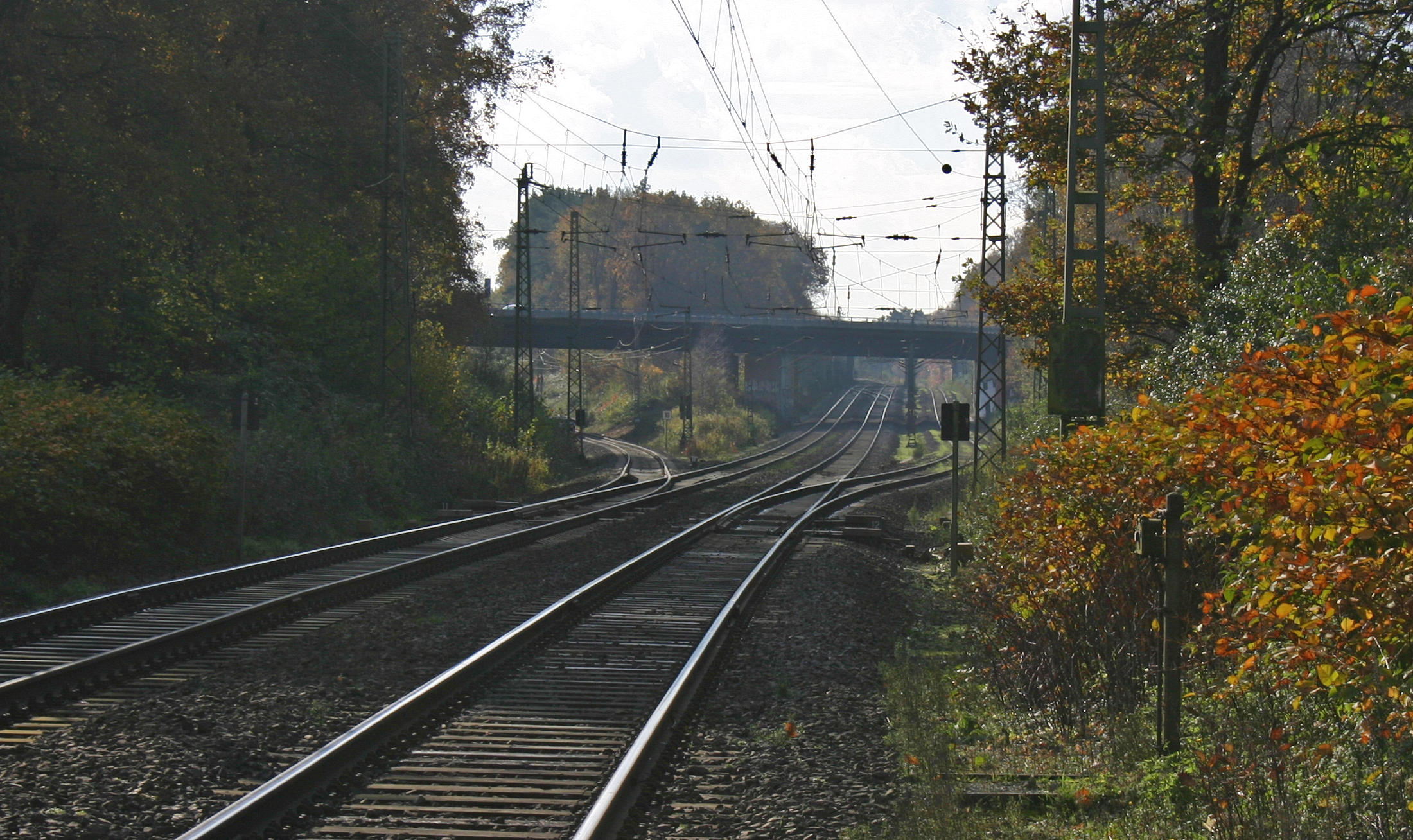
Marl Lippe, 2014

Die Strecke ist baulich zur Erweiterung vorbereitet. Die Ausfädelung im Bahnhof Gelsenkirchen-Buer Nord weist einen zweiten Gleistrog südlich der Hamm-Osterfelder Bahn auf. Die meisten Überführungen sind mit Widerlagern für das zweite Gleis versehen, umgekehrt haben auch die Unterführungen den entsprechenden Platz. Der Haltepunkt Marl Mitte ist als Mittelbahnsteig angelegt, ein Zugang führt über die ungenutzte Bahnsteigkante. Der Bahnsteig in Marl-Hamm liegt auf dem Planum des zweiten Gleises.

### Leit- und Sicherungstechnik

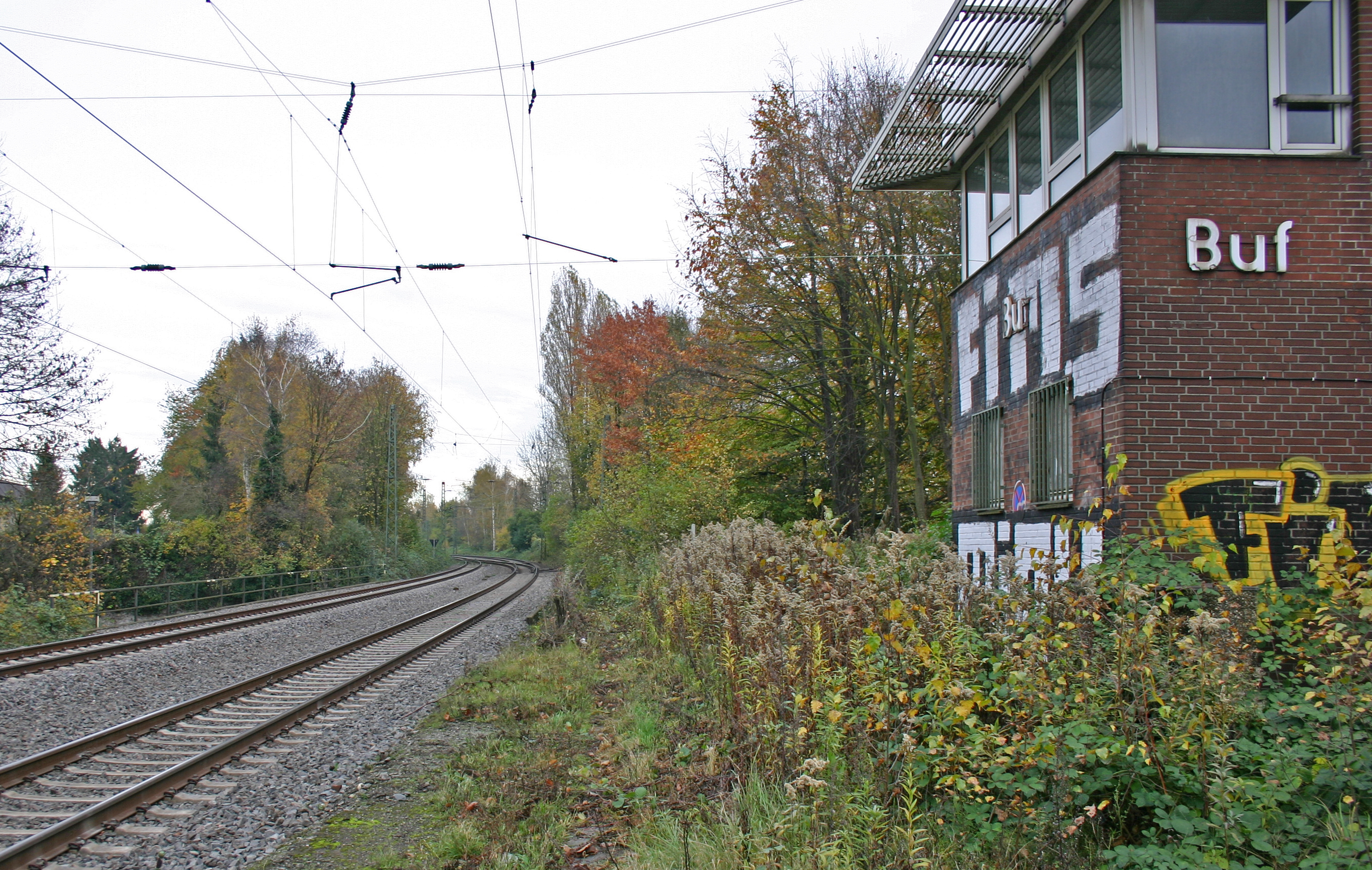
Stellwerk Buf in Gelsenkirchen-Buer Nord, 2014

Die Strecke wird seit der Eröffnung von drei Stellwerken aus gesteuert. Die Stellwerke befinden sich am Bahnhof Gelsenkirchen-Buer Nord, an der Ausweichanschlussstelle Marl CWH und im Bahnhof Haltern am See (bis 1986 an der Abzw Marl Lippe). Das Stellwerk Buf (Gelsenkirchen-Buer Nord Fahrdienstleiter) war ein Relaisstellwerk der Bauart SpDrL30. Das Stellwerk Abzw in Marl CWH (Bauart DrS2) befand sich in der Fernsteuerung. Die Blocksignale in Marl CWH ermöglichen eine höhere Auslastung der eingleisigen Strecke. Seit 2007 werden beide Stellwerke vom Elektronischen Stellwerk (ESTW) Of im Bahnhof Oberhausen-Osterfeld aus ferngesteuert, die vorhandenen Anlagen wurden hierzu durch Bereichsrechner ersetzt.
Die Abzweigstelle Marl Lippe verfügte zunächst über ein eigenes Stellwerk der Bauart DrS2. Seit 1986 befanden sich die Stelleinrichtungen im Stellwerk Hf des Bahnhofs Haltern am See. Dem Fahrdienstleiter stand hierfür ein separater Stelltisch in Bauart SpDrL60 zur Verfügung. 1998 erfolgte die Umstellung auf das ESTW Df in Dülmen, das Stellwerk Hf dient weiterhin als Bereichsrechner. Die VzG-Strecke 2200 ist im Bereich südlich von Haltern für Gleiswechselbetrieb eingerichtet, die Strecke ist an diese Situation angepasst, so dass die Züge von der VzG-Strecke 2252 aus auf dem Gegengleis bis Haltern verkehren können. Da die Züge in der Regel am westlich gelegenen Bahnsteig 1 in Haltern wenden, entfällt so das erneute (niveaugleiche) Kreuzen weiterer Hauptgleise im Bahnhof.

## Bedienung

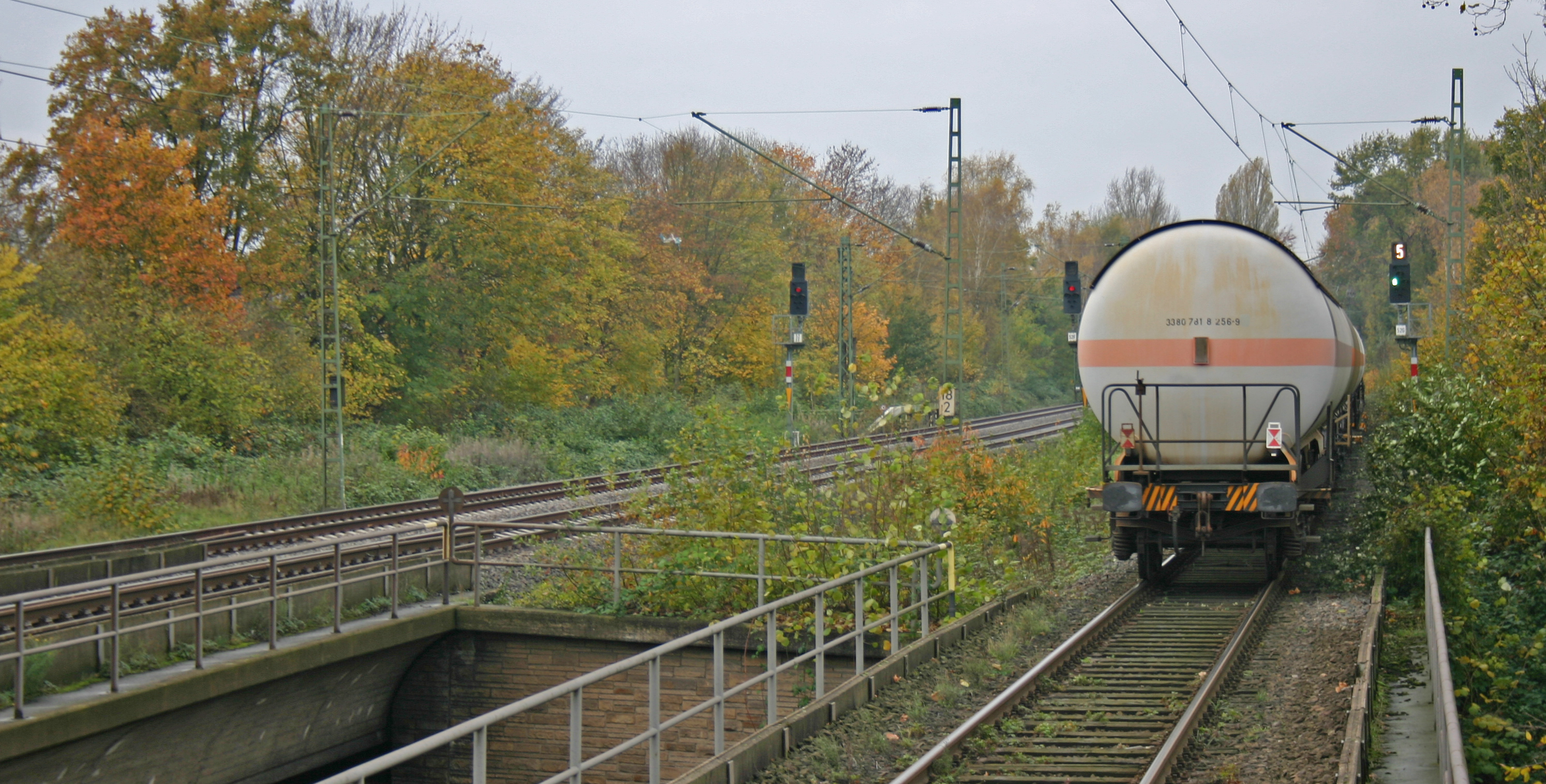
Einfahrt eines von Marl CWH kommenden Kesselwagenzuges in Gelsenkirchen-Buer Nord, 2014

Zunächst wurde die Strecke im Kursbuch unter der Nummer 234b geführt, zwischen 1972 und 1983 als KBS 321, bis 1992 als KBS 381 und bis 1998 war sie die KBS 446. Seit Einrichtung der S-Bahn wird sie als KBS 450.9 bezeichnet.
Über die Strecke fuhren vor allem Nahverkehrszüge von Haltern nach Essen sowie darüber hinaus nach Velbert und Wuppertal. Analog zur Streckenbezeichnung V9 wurden die Züge als Linie N9 geführt, seit 1998 als S9. Die Frequenz war etwa stündlich, dies ist im Takt auch seit Umstellung auf S-Bahn-Betrieb beibehalten worden. Eine Fahrplanverdichtung war nur geringfügig möglich, da hier keine Ausweichmöglichkeiten vorhanden sind. Bis in die 1990er Jahre befuhren einzelne Eilzüge zwischen Münster und Duisburg (zeitweise bis Aachen über Krefeld) ebenfalls die V9; diese Züge hielten zwischen Haltern und GE-Buer Nord nur in Marl Mitte. Die S9 fuhr ab 1998 zunächst von Haltern am See nach Essen-Steele Ost. Seit 2003 verläuft die Linie von Haltern am See über Marl – Gladbeck West – Bottrop – Essen Hbf – Velbert-Langenberg nach Wuppertal Hbf.
Die Züge waren anfangs aus Lokomotiven der Baureihe 212 mit n-Wagen gebildet, die Eilzüge fuhren vereinzelt mit Triebwagen der Baureihe 430/830. Die S9 bestand zunächst aus Lokomotiven der Baureihe 143 und x-Wagen, später Triebwagen der Baureihe 420/421. Seit 2009 setzte die DB Regio als Betreiber der Linie Triebwagen der Baureihe 422/432 ein. 2019 erfolgte die Umstellung auf fünfteilige Stadler Flirt 3XL (Baureihe 3429).
Der Güterverkehr besteht zum Großteil aus Übergabefahrten zum Chemiepark Marl.